# Estado de reposo

## Estado de reposo de la célula orgánica
Es aquel en el que la célula no realiza ninguna acción más allá que las propias básicas en las que ha sido concebida y en las que pasa la mayor parte del tiempo.
Durante este estado el gasto de energía es mínimo, debido a la glucosa que circula en la sangre aportando energía suficiente para dejar los niveles de glicogeno en un nivel constante.